# 波兰裔德国人
波兰裔德国人是全欧第一大、全世界第二大的海外波兰人群体。据估计，全德约有二百万至三百万有波兰血统的居民。时过境迁，波裔德国人人数逐年递减，最近一次人口普查结果显示，大约有866690名波兰裔人生活在德国。德国的主要波兰少数族裔组织是在德波兰人联盟和在德波兰人协会。波兰姓氏在德国相对常见，特别是在鲁尔区。